# Високогірні гуслі

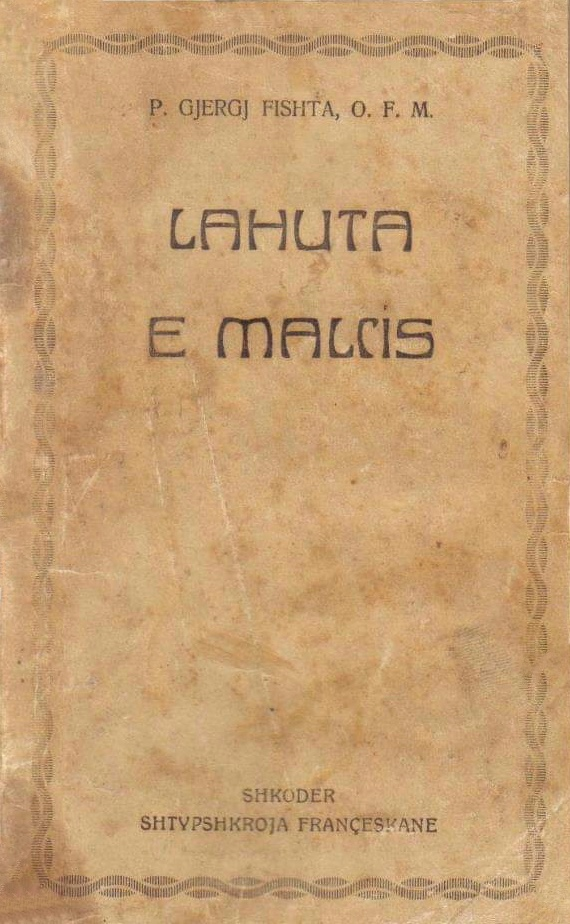
Обкладинка книги «Lahuta e Malcís» (1937)

«Високогірні гуслі» (алб. Lahuta e Malcís) — албанська національна епічна поема, складена і опублікована албанським ченцем і поетом Джерджі Фіштою в 1937 році. Вона складається з 30 пісень та більш ніж 17 000 віршів.
На «Lahuta e Malcís» сильно вплинули північноалбанські усні вірші традиційного циклу епічних пісень та цикл історичних віршів 18-го сторіччя. Поема містить елементи албанської міфології та зазнає південнослов'янських літературних впливів, оскільки сам Фішта перебував під впливом францисканців бувши учнем в монастирях Австро-Угорщини. В цій поемі боротьба проти Османської імперії відійшла на другий план, замість неї центральною темою стала боротьба зі слов'янами (сербами та чорногорцями), яких Фішта вважав більш небезпечними після нещодавньої різанини і виселення албанців ними. Книга була заборонена в комуністичній Албанії та в Югославії через її антислов'янську риторику. Ця робота була описана як "шовіністична" та "антислов'янська" у Великій радянській енциклопедії (1950), а сам Фішта був названий "шпигуном, який закликав до боротьби проти слов'ян".

## Аналіз
Поема «Високогірні гуслі» складається з близько 17 тисяч віршів, багато албанських вчених називають її "албанською ілліадою". В самій книжці, однак, немає одного центрального персонажа, вона фокусується на подіях і обставинах. Якщо там і є "герой", то це албанський народ. Ці історії разом створюють неперсоніфікований образ албанського героя. Зміст поеми також відрізняється від «Нещасного Скандербега» Ієроніма Де Ради або «Історії Скандербега» Наїма Фрашері. В поемі «Lahuta e Malcís» присутні такі міфічні персонажі як феї, дракони, ящірки та тіні.
Дія поеми відбувається протягом двох поколінь, починаючи з 1858 року коли Чорногорія, під прапорами російського панславізму, намагається вдертися до албанських земель Поема закінчується проголошенням албанської незалежності і Лондонською мирною конференцією, на якій було вирішено розділити землі порівну, віддавши частину Сербії та Чорногорії. Фішта намагається згрупувати деякі пісні відповідно до історичної хронології подій, і в результаті, в поемі з'являються декілька циклів пісень. Читача тимчасово відривають від реальних історичних подій і заводять до фантастичних царств. Перший цикл складається з трьох пісень і створює атмосферу загибелі албанської національної ідентичності. Наступний цикл починається з пісень про Прізренську лігу, і там єдиним центральним персонажем є Марко Мілянов (якого албанською мовою називають Марк Мілані). Він є антагоністом, як в косовському фольклорі, так і для горців із Малесія-е-Маді. Разом з Міляновим з'являється чорногорський князь Нікола I Петрович. Далі цикл поділяється на підцикли, перший з них починається з Джун Мули, племінного вождя з племені Хоті. Після пісні «Kulshedra» ("дракон") йде підцикл з п'яти пісень із масштабними сценами. Наступний цикл фокусується на міфологічному персонажі на ім'я Трінга до і після її смерті. Події, після тридцятирічної перерви, продовжуються повстанням за незалежність. Остання пісня «Лондонська конференція» є епілогом поеми.